# Gonga-Gimojan-Sprachen
Die Gonga-Gimojan-Sprachen sind eine Untergruppe der omotischen Sprachfamilie. Sie werden überwiegend im Südwesten Äthiopiens gesprochen.
Man klassifiziert die Gonga-Gimojan-Sprachen folgendermaßen (eckige Klammern bezeichnen den SIL-Code):
- Gonga-Gimojan
  - Gimojan
    - Yem/Janjero [jnj]
    - Ometo-Gimira
      - Chara [cra]
      - Gimira
        - Bench [bcq]

      - Ometo
        - Zentralometo
          - Dorze [doz]
          - Gamo-Gofa-Dawro (Gamo, Gofa, Dawro) [gmo]
          - Melo [mfx]
          - Oyda [oyd]
          - Wolaytta/Welamo [wal]

        - Ostometo
          - Kachama-Ganjule/Harro [kcx]
          - Koorete [kqy]
          - Zayse-Zergulla [zay]

        - Westometo
          - Basketo [bst]

        - Male [mdy]

  - Gonga
    - Zentralgonga
      - Anfillo [myo]

    - Nordgonga
      - Boro [bwo]

    - Südgonga
      - Kaffa [kbr]
      - Shekkacho [moy]